# Ухловица
 Тази статия е за пещерата.  За селото в Смолянско вижте Ухловица (село).  
„Ухловица“ е името на пещера в местността Сините вирове край село Ухловица в община Смолян в Родопите, България.

## Местонахождение
Намира се на 3 км североизточно от село Могилица и отстои на 37 км и 47 км съответно от Пампорово и Чепеларе. Тя е сред Стоте национални туристически обекта.

## Име
Името ѝ произлиза от думата „улулица“ – вид сова, която вероятно е живяла в региона на пещерата.

## Откриване и изследване
Пещерата е открита и изследвана от пещерен клуб „Студенец“, град Чепеларе, от Георги и Димитър Райчеви през 1968 – 1969 г.
Дълга е около 460 м, от които 330 м са благоустроени. Намира се на 1040 м надморска височина. Средната температура е 10 – 11 °C. В края на пещерата се намира синтровият Бял водопад (известен и като Ледения водопад). В пещерата се срещат коралити.
Пещерата е на няколко етажа. На горния етаж е Залата на пропастите. Гърлата на 4 дълбоки пропасти се спускат от тази зала към долния етаж, който се достига по стръмна метална стълба.
Пещерата завършва със 7 красиви езера, които рано напролет се пълнят с вода. Най-атрактивното образувание е големият каменен водопад, искрящ в бяло.

## Туризъм
- Пещерата Ухловица е сред Стоте национални туристически обекта на Български туристически съюз под номер 84 има печат. Посещава се средно от 15000 души на година.
- Ухловица е благоустроена за туристи през 1984 година, местното население взема активно участие.
- Пещерата е отворена за посещения от сряда до неделя във времето от 10:00 до 16:00 часа, с групи на всеки кръгъл час. Почивните дни са понеделник и вторник. През летния сезон работи без почивка.
- До входа на пещерата се стига по стръмна пътека и по 180 бр. железни стъпала. Вътре има изградени 280 стъпала свързващи отделните зали, разположени вертикално една под друга.[2]
- В близост е новооткритата водна пещера „Голубовица“.

## Прилепите в пещера Ухловица
Пещера Ухловица дава убежище на 8 вида прилепи, които обитават пещерата през различните сезони:
1. Голям подковонос (Rhinolophus ferrumequinum)
2. Малък подковонос (Rhinolophus hipposideros)
3. Средиземноморски подковонос (Rhinolophus blasii)
4. Трицветен нощник (Myotis emarginatus)
5. Голям нощник (Myotis myotis)
6. Полунощен прилеп (Eptesicus serotinus)
7. Сив дългоух прилеп (Plecotus austriacus)
8. Кафяво прилепче (Pipistrellus pipistrellus)

5 от видовете, установени в района на Ухловица, попадат сред приоритетните за опазване за цяла Европа – големият, малкият и средиземноморският подковоноси, както и трицветният и големият нощници. През лятото в пещерата живее малка (вероятно размножителна) колония от средиземноморски подковоноси. В периода от 15 август до 30 септември пещерата е важно място за есенно струпване на прилепи. По това време около входа всяка вечер се струпват множество мъжки и женски екземпляри от поне 6 вида прилепи. В зависимост от годината, в пещерата зимуват от 50 до около 150 екземпляра от поне 3 вида – голям подковонос, малък подковонос и голям нощник.

## Галерия
- Снимки от пещерата Ухловица